# Echtzeitsystem
Als Echtzeitsysteme (englisch real-time systems) werden „Systeme zur unmittelbaren Steuerung und Abwicklung von Prozessen“ bezeichnet, die dafür an sie gestellte quantitative Echtzeitanforderungen erfüllen müssen. Diese kommen in diversen Technikgebieten zur Anwendung, etwa in der Prozessleittechnik, in Motorsteuerungen, in der Satellitensystemtechnik, in Signal- und Weichenstellanlagen, in der Robotik und in weiteren Bereichen.
Oft besteht die Anforderung darin, dass ein Ergebnis innerhalb eines vorher fest definierten Zeitintervalls garantiert berechnet ist, also vor einer bestimmten Zeitschranke vorliegt. Die Größe des Zeitintervalls spielt dabei keine Rolle: Während bei einigen Aufgaben (z. B. in der Motorsteuerung) eine Millisekunde bereits zu lang sein kann, reichen für andere Probleme Stunden oder sogar Tage. Ein Echtzeitsystem muss also nicht nur ein Mess- oder Berechnungsergebnis mit dem richtigen Wert, sondern dasselbe auch noch rechtzeitig liefern. Andernfalls hat das System versagt.
In der Praxis lässt sich eine beliebig kleine Zeitschranke mangels genügend schneller Hardware oder Limitierungen in der Software nicht immer realisieren. Daher spricht man auch von „in Echtzeit“, wenn Programme ohne spürbare Verzögerung arbeiten. Diese Definition ist jedoch sehr unsauber. Grundsätzlich falsch ist es, „Echtzeitsystem“ als Synonym für „besonders schnell“ anzusehen. Im Gegenteil, Echtzeitsysteme müssen entsprechende Leerläufe einplanen, um auch in besonders fordernden Situationen ihren Echtzeitanforderungen gerecht zu werden.

## Harte, weiche und feste Echtzeit

### Definition
Abhängig von den Folgen wird manchmal zwischen harter Echtzeit (engl. hard real-time), weicher Echtzeit (engl. soft real-time) und fester Echtzeit (engl. firm real-time) unterschieden. Hierfür gelten jeweils unterschiedliche Echtzeitanforderungen.
- harte Echtzeitanforderungen: Eine Überschreitung der Antwortzeit wird als ein Versagen gewertet. Nach einer exakten Zeiterfassung der bereitzustellenden Anwendung sind Berechnungen gemäß der Theorie der Echtzeitsysteme notwendig. Echtzeitsysteme liefern das korrekte Ergebnis immer innerhalb der vorgegebenen Zeitschranken. Auf diese Eigenschaft kann man sich beim Einsatz eines harten Echtzeitsystems verlassen.

- weiche Echtzeitanforderungen: Solche Systeme arbeiten typischerweise alle ankommenden Eingaben schnell genug ab. Die Antwortzeit erreicht beispielsweise einen akzeptablen Mittelwert oder ein anderes statistisches Kriterium. Die Zeitanforderungen sind hier als Richtlinien zu sehen. Ein Überschreiten der Zeitanforderung muss nicht als Versagen gewertet werden. Zum einen kann die Zeit häufig überschritten werden, solange sie sich noch in einem Toleranzbereich befindet. Zum anderen kann sie selten stark überschritten werden.[2]

- feste Echtzeitanforderungen: Bei festen Echtzeitanforderungen droht kein unmittelbarer Schaden.[2] Nach Ablauf der Zeitanforderungen ist das Ergebnis der Berechnung jedoch nutzlos und kann verworfen werden.

Je nach Problemstellung und Blickwinkel wird auch folgende Definition verwendet:
- weiche Echtzeitanforderungen: Das System muss in der angegebenen Zeitspanne reagieren, nicht jedoch das vollständige Ergebnis liefern. Tritt keine Reaktion ein, gilt der Vorgang als fehlgeschlagen und wird abgebrochen. Alternativ können weiche Echtzeitsysteme auch zeitweise das Ergebnis zwar korrekt, aber zu spät liefern.
- harte Echtzeitanforderungen: Das System muss im definierten Zeitfenster das Ergebnis vollständig präsentieren.

Innerhalb der weichen Echtzeitsysteme finden sich manchmal weitere Klassifikationen, die die Überschreitungen der Antwortzeiten feiner differenzieren. Häufige Kriterien sind:
- Das Ergebnis hat keinen Wert mehr; die Berechnung wird abgebrochen und verworfen.
- Der Nutzen des Ergebnisses sinkt ab Ende der Antwortzeit.
- Eine Überschreitung der Antwortzeit wird hingenommen, und das Ergebnis wird angenommen, wenn es vorliegt.

Bereits die Definition von weichen Echtzeitsystemen ist von eher umgangssprachlicher Natur, so dass eine feinere Unterteilung erst recht schwierig zu geben ist.
Die DIN-Norm 44300 definiert unter Echtzeitbetrieb (dort Realzeitbetrieb genannt) den Betrieb eines Rechnersystems, bei dem Programme zur Verarbeitung anfallender Daten ständig betriebsbereit sind, derart, dass die Verarbeitungsergebnisse innerhalb einer vorgegebenen Zeitspanne verfügbar sind. Diese Begriffsnorm hat sich in der Praxis als alleinig akzeptierte Definition nicht durchsetzen können, es dominieren die Begriffe aus dem englischen Sprachraum.

### Beispiele
- Digital Audio Workstation, je nach Audio-I/O-Karten werden Latenzzeiten von 0,5 bis 10 Millisekunden angestrebt. Bei Live-Anwendungen ist harte Echtzeit notwendig.
- Systeme für Videokonferenzen müssen Bild und Ton innerhalb von Millisekunden aufnehmen, vorverarbeiten, versenden und darstellen. Wenn dies bei einigen Bildern nicht gelingt, „ruckelt“ die Darstellung zwar etwas, es kann danach jedoch ohne negative Folgen weitergearbeitet werden. Das System muss also nur weiche Echtzeitanforderungen erfüllen.
- Ein Programm, das (längere) Videosequenzen aufzeichnen soll, muss hingegen harte Echtzeitanforderungen erfüllen. Wenn es nicht gelingt, die Videodaten schnell genug auf den Datenträger zu speichern, gehen Bilder verloren und das Video ist für viele Anwendungen unbrauchbar.
- Die elektronische Motorsteuerung in einem Auto muss harte Echtzeitanforderungen erfüllen, sonst stottert der Motor oder das Auto bleibt stehen. Der Ausfall bzw. eine nicht korrekt eingehaltene harte Echtzeit kann einen mechanischen Schaden oder im schlimmsten Fall einen Unfall verursachen.

## Umsetzung
Echtzeit beschreibt das zeitliche Ein- bzw. Ausgangsverhalten eines Systems, sagt aber nichts über dessen Realisierung aus. Ein Echtzeitsystem kann ein Rechner mit einer geeigneten Software oder eine reine Hardware-Lösung sein. Für Anforderungen mit sogenannten weichen Grenzen werden häufig Standard-EDV-Systeme verwendet. Für Anforderungen mit harten Grenzen werden spezielle Architekturen (Hardware und Software) verwendet, z. B. Mikrocontroller-, FPGA- oder DSP-basierte Lösungen.

### Feste periodische Triggerung
Ein Ansatz, eine geforderte Reaktionszeit für spezifische Anwendungen zu erfüllen, ist der Einsatz einer eigenen Funktionseinheit, die nur diese Aufgabe mit einer fixen Frequenz, gewonnen aus der Reaktionszeit
{\displaystyle f={\frac {1}{\text{Reaktionszeit}}}},
erfüllt. Ein Beispiel einer Hardwareumsetzung ist eine Digitalisierung mit einem ADC als Funktionseinheit und einem Taktquarz, z. B. zur Digitalisierung von Klängen für eine Audio-CD mit einer nötigen Frequenz von 44,1 kHz (entspricht einer Reaktionszeit ≤ 22,7 Mikrosekunden). Eine solche Lösung erfüllt zuverlässig das harte Echtzeitkriterium, da sie spezifisch zur Erfüllung einer einzigen Aufgabe entworfen wurde. Eine komplexe Echtzeitaufgabe zerlegt nach diesem Prinzip (wie z. B. eine Regelung mit vielen Eingangsparametern mit großer Dynamik in den geforderten Reaktionszeiten), kann durch die zu lösende Asynchronität und redundante Systemteile, teuer und komplex werden.

### Synchrone Ansätze
Ein verallgemeinerter Ansatz für mehrere Aufgaben ist die Verwendung einer einzigen, gleichgetakteten (synchronen) Lösungsplattform, umgesetzt typischerweise mit Mikrocontrollern, DSPs, CPUs oder FPGAs. Die für die Echtzeitbedingung geforderten Reaktionszeiten werden in diesem Lösungskonzept dadurch zu erfüllen versucht, dass alle Aufgaben sequentiell so schnell wie möglich abgearbeitet werden. Die Echtzeitbedingung ist sicher erfüllt, wenn die kleinste geforderte Reaktionszeit unter den Aufgaben doppelt so groß ist wie die Maximale Laufzeit für einen Gesamtdurchlauf aller Aufgaben.
Ein Beispiel wäre eine Echtzeit-Regelung mit einem Mikrocontroller, der mehrere Eingabeparameter entgegennimmt, eine Reaktion berechnet und diese zurückgibt. Angenommen, es soll auf das Überschreiten einer Temperatur {\displaystyle t} mit einer Reaktionszeit ≤ 1 s und auf eine Drehzahl {\displaystyle d} unter ≤ 1 ms mit dem Setzen eines Abschaltsignals {\displaystyle O=1} reagiert werden. Eine technisch einfache Lösung auf einem Mikroprozessor mit einer 2-MHz-Taktfrequenz wäre eine einfache Endlos-Programmschleife (Beispiel in Intel-Syntax Pseudoassemblercode, Semikolon ist Kommentarzeichen):
```
  
extern
 
digitalWrite

  
extern
 
digitalRead

  
global
 
main

  

  
section
 
.text

  

main:

.loop:
 
; Markierung im Programmfluss (keine Instruktion, wird vom Assembler für Sprungadressen verwendet)  

  

  
; einlesen der aktuellen drehzahl-Werte

  
mov
 
rdi
,
 
PORT1
 
; Erstes Argument der Funktion befindet sich in rdi

  
call
 
digitalRead

  
mov
 
d
,
 
rax
 
; Rückgabewert der Funktion befindet sich in rax

  

  
; einlesen der aktuellen Temp-Werte

  
mov
 
rdx
,
 
PORT2

  
call
 
digitalRead

  
mov
 
t
,
 
rax

.drehcheck:

  
cmp
 
d
,
 
a
      
; prüfe die Drehzahl

  
jg
 
.tempcheck
; wenn Grenzwert nicht erreicht, springe zu .tempcheck

  

  
; Grenzwert erreicht! setze Abschaltsignal

  
mov
 
rdi
,
 
PORT3

  
mov
 
rdx
,
 
LOW

  
call
 
digitalWrite

.tempcheck:

  
cmp
 
t
,
 
b
      
; prüfe die Temperatur

  
jg
 
.loop
     
; wenn Grenzwert nicht erreicht, springe zu .loop  

  

  
; Grenzwert erreicht! setze Abschaltsignal

  
mov
 
rdi
,
 
PORT3

  
mov
 
rdx
,
 
LOW
 
; Zweites Argument der Funktion befindet sich in rdx

  
call
 
digitalWrite

  
jmp
 
.loop
     
; unbedingter Sprung zur Marke .loop (Endlosschleife)

```

Unter der Annahme, dass jeder Befehl auf diesem Prozessor (jede Codezeile) einen Taktzyklus an Zeit kostet, wird ein Prüfdurchlauf {\displaystyle t_{\text{loop}}} in 6 Taktzyklen durchgeführt, mit einer Worst-case-Reaktionszeit von 12 Taktzyklen für die Temperatur ({\displaystyle {\tfrac {12}{2000000}}=0{,}006\,{\text{ms}}}) und 11 für die Drehzahl ({\displaystyle {\tfrac {11}{2000000}}=0{,}0055\,{\text{ms}}}). Die harten Echtzeitanforderungen sind mit dieser Regelung erfüllt, jedoch um Größenordnungen schneller, als es eigentlich nötig wäre (ineffizient). Eine Erweiterung der Echtzeitregelung z. B. um den Test eines Drucks {\displaystyle p} ist durch diese Überdimensionierung des Systems möglich. Jedoch, die erreichte Reaktionszeit für jede der Teilaufgaben wächst mit der Gesamtablaufzeit {\displaystyle t_{\text{loop}}} mit. Die Grenze dieses Designs ist also erreicht, wenn im Worst-case-Fall die doppelte Gesamtablaufzeit {\displaystyle t_{\text{loop}}} die Reaktionszeit für eine Teilaufgabe überschreitet.
Dieses Konzept ist das übliche Paradigma auf dem Computer bei Multimediaanwendungen wie Video, Demos und Spielen. Typischerweise wird damit nur das weiche Echtzeitbedingungskriterium erfüllt, da eine Worst-case-Abarbeitungszeit/Reaktionszeit aufgrund der Komplexität des Systems nicht bestimmbar (oder wie im obigen Beispiel, nicht abzählbar) und/oder nicht deterministisch ist. Bei Multimediaanwendungen äußert sich dieser Nichtdeterminismus z. B. über variierende FPS oder Reaktionszeiten bei Eingaben. Gründe für diesen Indeterminismus sind das Vorhandensein mehrerer Programmpfade mit unterschiedlichen Ausführungszeiten, das Warten der Ausführung auf Ein- oder Ausgaben oder Aufgaben mit variabler Komplexität (z. B. variierende Szeneriekomplexität in Computerspielen).

### Prozessbasierte Ansätze
Auf komplexen Echtzeitsystemen (wie einer SPS oder einem als Echtzeitsystem agierenden Computer) laufen in der Regel verschiedene Prozesse gleichzeitig und mit unterschiedlicher Priorität ab, geregelt durch ein Echtzeitbetriebssystem. Die minimale Reaktionszeit wird durch die Zeitdauer für einen vollständigen Wechsel von einem Prozess niederer Priorität zu einem Prozess höherer Priorität definiert. Dieser Wechsel wird dann eingeleitet, wenn ein definiertes Ereignis eintritt, z. B. generiert durch einen externen Trigger (in der Computertechnik Interrupt) oder interne Timer. Die eigentliche Abarbeitung des aufgerufenen Prozesses beginnt erst nach dem ausgeführten Prozesswechsel. Hiermit wird die Erfüllung des harten Echtzeitkriteriums einer höherpriorisierten Aufgabe erzwungen, indem die Ausführung einer niedrigerpriorisierten Aufgabe unterbrochen wird (Präemptives Multitasking).
Prinzipiell ist auch ein PC echtzeitfähig, allerdings nicht oder nur sehr bedingt, wenn er mit klassischen Multitasking-Betriebssystemen betrieben wird, da dann viele asynchrone Prozesse nicht-deterministisch ablaufen. Echtzeitbetriebssysteme sind oftmals ebenfalls multitaskingfähig, verfügen jedoch über einen anderen Scheduler als konventionelle Systeme. Es gibt auch Lösungen, bei denen ein bestehendes Standardbetriebssystem durch Hinzufügen spezieller Software echtzeitfähig gemacht wird. Dies hat den Vorteil, dass nur die wirklich zeitkritischen Vorgänge im Echtzeitsystem ablaufen müssen und für den Rest die normalen APIs (inkl. Compiler oder GUIs) des zugrundeliegenden Betriebssystems verwendet werden können.
Auch in speicherprogrammierbaren Steuerungen (SPS) und Prozessleitsystemen (PLS) werden Echtzeitbetriebssysteme eingesetzt, die aber dem Anwender nicht direkt zugänglich sind.
Bei einer Software, die Echtzeitbedingungen erfüllen soll, muss die maximale Laufzeit bestimmbar sein und darf keinen nicht oder nur bedingt beeinflussbaren Faktoren unterliegen, muss also deterministisch sein. Dies wird u. a. durch folgende System- oder Softwareeigenschaften beeinflusst:
- Ein Problem ist komplexe I/O, z. B. Festplatten mit Cache und automatischem Ruhezustand oder Netzwerk-Kommunikation mit nicht-deterministischem Zeitverhalten (z. B. IP).
- Die Laufzeit von Betriebssystem- und Bibliotheksaufrufen muss mit berücksichtigt werden.
- Der Bedarf an Ressourcen, insbesondere der Bedarf an Speicher, muss bekannt sein. Die Laufzeitumgebung und die Hardware müssen den Ressourcenbedarf decken können.
- Bei Rekursion muss die maximale Rekursionstiefe, bei Schleifen muss die maximale Anzahl an Iterationen feststehen.
- Speicherverwaltung: Es muss daher dafür gesorgt werden, dass die Echtzeitmodule von der virtuellen Speicherverwaltung des Betriebssystems unbeeinflusst bleiben und niemals ausgelagert werden (typischerweise verwenden Echtzeitsysteme deshalb überhaupt keine virtuelle Speicherverwaltung).
- Besonders problematisch ist auch zum Beispiel der Einsatz automatischer Speicherbereinigung (Garbage Collector), dessen Laufzeit sehr pessimistisch abgeschätzt werden muss.
- Das Verhalten bei drohender Zeitüberschreitung muss definiert und vorhersehbar sein.

## Beispiele für Echtzeitsysteme
Rechner zur Steuerung von technischen Einrichtungen oder Prozessen wie Maschinen, verfahrenstechnischen Anlagen oder Verkehrsmitteln, sind praktisch immer Echtzeitsysteme.
Ein Echtzeitsystem reagiert also auf alle Ereignisse rechtzeitig und verarbeitet die Daten „schritthaltend“ mit dem technischen Prozess. Es wird nicht vom technischen Prozess abgehängt – weder im Normalfall noch in kritischen Situationen.
- Die Temperatur eines Apparates in einer verfahrenstechnischen Anlage ändert sich meist nur innerhalb von Minuten. Eine Steuerung, die innerhalb von mehreren Sekunden auf Abweichungen reagiert, kann daher noch als echtzeitfähig gelten. Die Reaktionszeit liegt im Sekundenbereich.
- Graphische Anwendungen auf dem Computer wie Spiele oder Demos[3] erfordern bei der Aktualisierung der Bildschirmanzeige Reaktionszeiten von ≤ 63 ms (≥ 14–16 Bilder pro Sekunde), um als flüssiger Ablauf wahrgenommen zu werden.
- Computer-Programme, deren Reaktionszeiten auf Anwender-Eingaben mit Eingabegeräten (Tastatur, Maus etc.) unter 10 ms liegen, werden subjektiv als sofort wahrgenommen (siehe Usability).

- Die Airbag-Steuerung im Auto muss dauernd und innerhalb kürzester Zeit die Messwerte der Sensoren verarbeiten und entscheiden, ob und wie stark der Airbag ausgelöst wird; die Reaktionszeit liegt im Bereich von 1 ms.
- Ein Antiblockiersystem im Auto hat typischerweise eine Regelfrequenz von ≥100 Hz, d. h. die Reaktionszeit liegt unter 10 ms.
- In Werkzeugmaschinen ändert sich die gegenseitige Lage von Werkstück und Werkzeug. Heutige CNC-Steuerungen haben zeitliche Auflösungen der Bewegungsregelung von 125 µs.
- In einem Auto muss das elektronische Motormanagement zu bestimmten Zeitpunkten seine Ergebnisse (einzuspritzende Kraftstoffmenge, Zündzeitpunkt) liefern. Später eintreffende Ergebnisse sind wertlos. Die Reaktionszeit hängt direkt von der Drehzahl ab und geht für typische Motoren bei hohen Drehzahlen bei vielen Zylindern herunter bis auf 1 ms.
- Für die genaue Ablenkung von Elektronenstrahlen, z. B. beim Elektronenstrahlschweißen, müssen Magnetfelder mit Frequenzen von 100 kHz bis 1 MHz geregelt werden. Die Reaktionszeit liegt zwischen 1 µs und 10 µs.

## Gestaltungsparadigmen
Bei der Realisierung gibt es zwei Gestaltungsparadigmen: ereignisgesteuert und zeitgesteuert.
Bei der Ereignissteuerung wird auf ein von außen kommendes Ereignis (meist mittels Interrupt) schnellstmöglich reagiert, d. h. eine Verarbeitung gestartet. Gegebenenfalls wird eine gerade laufende Verarbeitung dabei unterbrochen. Die Ereignissteuerung hat den Vorteil, dass sie mit sehr geringem Zeitverlust auf das Ereignis reagiert. Weil sie intuitiv ist, ist sie auch weit verbreitet. Der Hauptnachteil ist, dass es nicht verhinderbar ist, dass mehrere Ereignisse innerhalb kurzer Zeit auftreten können und es damit zu einer Überlastung des Echtzeitsystems (mit Verlust von Ereignissen und/oder Überschreitung von Zeitlimits) kommen kann. Um dieses Problem zu umgehen, muss klar definiert werden, welche Ereignisse mit welcher maximalen Häufigkeit auftreten können. Typischerweise wird mittels Prioritäten bestimmt, in welcher Reihenfolge gleichzeitig auftretende Ereignisse abgearbeitet werden sollen. In einer harten Echtzeitumgebung muss sichergestellt werden, dass auch im ungünstigsten Fall (maximale Anzahl und Frequenz aller möglichen Ereignisse) selbst der Prozess mit der niedrigsten Priorität sein Ergebnis immer noch innerhalb der Zeitschranken abliefern kann, d. h. immer noch genügend Rechenzeit zugeteilt bekommt, um seine Aufgabe zu erfüllen.
Bei der Zeitsteuerung werden Verarbeitungen aufgrund eines vorher festgelegten Zeitplans gestartet. Jedem Prozess wird also eine genau definierte Zeitscheibe im Scheduler zugeteilt (z. B. alle 100 ms genau 10 ms). Der Vorteil liegt darin, dass Überlastungen grundsätzlich ausgeschlossen werden können (sofern der Prozess niemals die zugeteilte Zeit überschreitet). Das Verhalten der Anwendung ist für alle Zeit vorhersagbar, was die Zeitsteuerung für sicherheitskritische Anwendungen geeignet macht. Der Nachteil der Zeitsteuerung ist der höhere Planungsaufwand (die Zeitzuteilung muss während der Implementation der Prozesse genau bekannt sein) und der damit verbundene notwendige Werkzeugeinsatz. Ein weiterer Vorteil ist, dass bei der Zeitsteuerung die vorhandenen Ressourcen (CPU-Zeit, Speicher) zu 100 Prozent ausgelastet werden können, während das bei der Ereignissteuerung aufgrund ihrer Asynchronität nicht möglich ist. Bei der Ereignissteuerung muss bei den Ressourcen immer etwas Reserve eingeplant werden, damit das System bei großer Last Zeit „aufholen“ kann.

### Standardlehrwerke
- Oliver Bringmann, Walter Lange, Martin Bogdan: Eingebettete Systeme: Entwurf, Synthese und Edge AI. 4., überarbeitete Auflage. De Gruyter Oldenbourg, Boston 2022, ISBN 978-3-11-070205-7.
- Xiaocong Fan: Real-time embedded systems: design principles and engineering practices. Elsevier, Oxford, U.K 2015, ISBN 978-0-12-801507-0 (englisch).
- Hassan Gomaa: Real-time software design for embedded systems. Cambridge University Press, New York 2016, ISBN 978-1-107-04109-7 (englisch).
- Hermann Kopetz: Real-time systems: design principles for distributed embedded applications (= Real-time systems series). 2. ed Auflage. Springer, New York, NY Heidelberg 2011, ISBN 978-1-4419-8236-0 (englisch).
- Jean J. Labrosse (Hrsg.): Embedded software (= Newnes know it all series). Elsevier/Newnes, Amsterdam ; Boston 2008, ISBN 978-0-7506-8583-2 (englisch).
- Peter Scholz: Softwareentwicklung eingebetteter Systeme: Grundlagen, Modellierung, Qualitätssicherung (= Xpert.press). Springer Berlin Heidelberg, Berlin, Heidelberg 2005, ISBN 978-3-540-23405-0, doi:10.1007/3-540-27522-3.
- Gary Stringham: Hardware/firmware interface design: best practices for improving embedded systems development. Newnes, Burlington, MA 2010, ISBN 978-1-85617-605-7 (englisch).
- Dieter Zöbel: Echtzeitsysteme: Grundlagen der Planung (= Lehrbuch). 2., erweiterte und überarbeitete  Auflage. Springer Vieweg, Berlin [Heidelberg] 2020, ISBN 978-3-662-60421-2.

### Spezialliteratur
- Alan Burns, Andy Wellings: Analysable real-time systems: programmed in Ada. 4. Auflage. Addison-Wesley, Boston 2016, ISBN 978-1-5302-6550-3 (englisch).
- Francis Cottet, Joëlle Delacroix, Zoubir Mammeri: Scheduling in real-time systems. John Wiley & Sons, Chichester, West Sussex, England ; Hoboken, NJ, USA 2002, ISBN 978-0-470-84766-4.
- K. C. S. Murti: Design principles for embedded systems (= Transactions on computer systems and networks). Springer, Singapore 2022, ISBN 978-981-16-3292-1 (englisch).
- Sascha Röck: Echtzeitsimulation von Produktionsanlagen mit realen Steuerungselementen (= ISW-Forschung und Praxis. Band 168). Jost-Jetter, Heimsheim 2007, ISBN 978-3-939890-24-9.
- M. Teresa Higuera-Toledano, Andrew J. Wellings (Hrsg.): Distributed, embedded and real-time Java systems. Springer, New York 2012, ISBN 978-1-4419-8157-8 (englisch).